# マノロ・レイナ
マヌエル・"マノロ"・レイナ・ロドリゲス（Manuel "Manolo" Reina Rodríguez、1985年4月1日 - ）は、スペイン・アンダルシア州ビジャヌエバ・デル・トラブコ出身のサッカー選手。マラガCF所属。ポジションはGK。

## クラブ経歴
アンダルシア州のビジャヌエバ・デル・トラブコに生まれ、マラガCFの下部組織で育成された。2004-05シーズン、当時セグンダ・ディビシオンに在籍していたマラガCFのBチームでプロデビューすると、2006年3月5日のバレンシアCF戦にてトップチームデビューを飾った。しかし、この2005-06シーズンにマラガはプリメーラからセグンダに降格し、レイナもトップチーム定着は叶わなかった。
2007年、フリーでレバンテUDに移籍し、Bチーム登録となった。Bチーム登録ではあったものの、プリメーラに在籍していたトップチームでリーグ戦8試合に出場するなど、チームの第2GKとしてプレーし、レバンテがセグンダに降格した2008-09シーズンからは正GKとして活躍した。2010-11シーズン、プリメーラで戦っていたレバンテにおいて、前半戦はレギュラーだったものの、後半戦から経験豊富なウルグアイ代表のグスタボ・ムヌアにポジションを奪われた。
2011年6月20日、セグンダに所属していたFCカルタヘナに加入した。自身はレギュラーの座を掴むも、チームはセグンダ・ディビシオンBへと降格し、わずか1年の在籍でカルタヘナを退団した。
カルタヘナを去り、フリーとなっていたレイナは、スペインを出てキプロスのAEパフォスに入団した。しかし、半年でパフォスを退団し、2013年1月からはギリシャのアトロミトスFCにプレーの場を移した。アトロミトスではベンチを温める機会が多く、リーグ戦に1試合も出場することができず、シーズン終了後にクラブを去った。
2013年7月2日、スペインに帰国し、セグンダBのジムナスティック・タラゴナに加入。2シーズン目にはキャリア初となるリーグ優勝を果たし、2部昇格プレーオフを経てセグンダに昇格した。2部1年目はスタメンに定着したが、2年目の2016-17シーズンの後半戦にレギュラーの座を奪われ、シーズン終了後に契約満了でクラブを退団した。
2017年7月19日、セグンダBに降格してきたRCDマヨルカにフリーで加入した。1年目から正守護神になると、ビセンテ・モレノ監督に率いられたマヨルカは2シーズン連続で昇格を決め、2019-20シーズン、プリメーラの舞台で戦うことが決定した。レイナにとってはレバンテ時代ぶりの1部挑戦である。モレノ監督が続投していたこともあり、レギュラーとしてチームを支え続けたものの、マヨルカはセグンダに降格してしまった。
2021-22シーズンは、開幕からレギュラーとして出場していたが、年々の衰えが見え始め、パフォーマンスが低下。結果冬にパリ・サンジェルマンから加入したセルヒオ・リコにポジションを奪われる形となり、シーズン終盤に再びポジションを奪取することに成功したが、この年の出場は21試合に留まった。
2022年6月20日、古巣のマラガに完全移籍。2年契約を結んだ。

## 個人成績
； 2019-20シーズン終了時点
| クラブ           | シーズン     | リーグ戦       | リーグ戦 | リーグ戦 | カップ戦 | カップ戦 | その他 | その他 | 合計 | 合計 |
| クラブ           | シーズン     | ディヴィジョン | 試合     | 得点     | 試合     | 得点     | 試合   | 得点   | 試合 | 得点 |
| ---------------- | ------------ | -------------- | -------- | -------- | -------- | -------- | ------ | ------ | ---- | ---- |
| マラガB          | 2004-05      | セグンダ       | 2        | 0        | -        | -        | 0      | 0      | 2    | 0    |
| マラガB          | 2005-06      | セグンダ       | 10       | 0        | -        | -        | 0      | 0      | 10   | 0    |
| マラガB          | 2006-07      | セグンダB      | 26       | 0        | -        | -        | 0      | 0      | 26   | 0    |
| マラガB          | クラブ通算   | クラブ通算     | 38       | 0        | -        | -        | 0      | 0      | 38   | 0    |
| マラガ           | 2005-06      | プリメーラ     | 1        | 0        | 0        | 0        | 0      | 0      | 1    | 0    |
| レバンテB        | 2007-08      | セグンダB      | 11       | 0        | -        | -        | 0      | 0      | 11   | 0    |
| レバンテ         | 2007-08      | プリメーラ     | 8        | 0        | 0        | 0        | 0      | 0      | 8    | 0    |
| レバンテ         | 2008-09      | セグンダ       | 26       | 0        | 1        | 0        | 0      | 0      | 27   | 0    |
| レバンテ         | 2009-10      | セグンダ       | 22       | 0        | 0        | 0        | 0      | 0      | 22   | 0    |
| レバンテ         | 2010-11      | プリメーラ     | 18       | 0        | 0        | 0        | 0      | 0      | 18   | 0    |
| レバンテ         | クラブ通算   | クラブ通算     | 74       | 0        | 1        | 0        | 0      | 0      | 75   | 0    |
| カルタヘナ       | 2011-12      | セグンダ       | 27       | 0        | 0        | 0        | 0      | 0      | 27   | 0    |
| AEP              | 2012-13      | キプロス1部    | 15       | 0        | 0        | 0        | 0      | 0      | 15   | 0    |
| アトロミトス     | 2012-13      | ギリシャ1部    | 0        | 0        | 0        | 0        | 0      | 0      | 0    | 0    |
| ジムナスティック | 2013-14      | セグンダB      | 25       | 0        | 2        | 0        | 6      | 0      | 33   | 0    |
| ジムナスティック | 2014-15      | セグンダB      | 35       | 0        | 0        | 0        | 2      | 0      | 37   | 0    |
| ジムナスティック | 2015-16      | セグンダ       | 41       | 0        | 0        | 0        | 2      | 0      | 43   | 0    |
| ジムナスティック | 2016-17      | セグンダ       | 23       | 0        | 1        | 0        | 0      | 0      | 24   | 0    |
| ジムナスティック | クラブ通算   | クラブ通算     | 134      | 0        | 3        | 0        | 8      | 0      | 157  | 0    |
| マジョルカ       | 2017-18      | セグンダB      | 35       | 0        | 0        | 0        | 2      | 0      | 37   | 0    |
| マジョルカ       | 2018-19      | セグンダ       | 34       | 0        | 0        | 0        | 4      | 0      | 38   | 0    |
| マジョルカ       | 2019-20      | プリメーラ     | 36       | 0        | 0        | 0        | 0      | 0      | 36   | 0    |
| マジョルカ       | 2020-21      | セグンダ       |          |          |          |          |        |        |      |      |
| マジョルカ       | クラブ通算   | クラブ通算     | 105      | 0        | 0        | 0        | 6      | 0      | 111  | 0    |
| キャリア通算     | キャリア通算 | キャリア通算   | 405      | 0        | 4        | 0        | 16     | 0      | 425  | 0    |

## タイトル

### クラブ
ジムナスティック・タラゴナ　
- セグンダ・ディビシオンB : 1回 (2014-15)

RCDマヨルカ
- セグンダ・ディビシオンB : 1回 (2017-18)